# شاپرک‌های فلزنشان
شاپرک‌های فلزنشان  (نام علمی: Choreutis) یک سرده از شاپرک‌ها است. متعلق به شاپرک‌های فلزنشان (خانواده Choreutidae) و در آن به زیرخانواده Choreutinae است. از این میان، این سرده نماد است. این سرده توسط Jacob Hübner در سال ۱۸۲۵ توصیف شد.